# Diana Lewis
Diana Lewis (Asbury Park, Nueva Jersey; 18 de septiembre de 1919 - Rancho Mirage, California; 18 de enero de 1997), también conocida como Mousie Powell, fue una actriz estadounidense.

## Biografía
Nacida en Asbury Park, Nueva Jersey, Lewis mantuvo un contrato con la compañía MGM. Empezó su carrera cinematográfica con el film All the King's Horses (1934), y trabajó de modo sostenido en los años siguientes, usualmente en papeles menores. Entre sus títulos más notables se incluyen Gold Diggers in Paris (1938), Go West (Los Hermanos Marx en el Oeste) (1940) y Johnny Eager (Senda prohibida) (1942). Además, fue Daphne Fowler, la enamorada de Andy Hardy en Andy Hardy Meets Debutante (1940).
Conoció al actor William Powell en 1940 y, tras tres semanas de relación, se casó con él, retirándose de la interpretación en 1943. El matrimonio duró hasta el fallecimiento de Powell en 1984. Lewis falleció a causa de un cáncer de páncreas en 1997 en Rancho Mirage, California, siendo enterrada en el Desert Memorial Park de Cathedral City (California), junto a Powell y a William David Powell, hijo de un matrimonio anterior de Powell.